# Городок (Вязниковский район)
Городок — упразднённая деревня в Вязниковском районе Владимирской области России.

## География
Урочище находится в северо-восточной части области, в зоне хвойно-широколиственных лесов, в пределах Волжско-Окского междуречья, к югу от автодороги 17Н-134, к северу от реки Тары, на расстоянии примерно 20 километров (по прямой) к северо-западу от города Вязники, административного центра района.

### Климат
Климат характеризуется как умеренно континентальный. Средняя температура воздуха самого холодного месяца (января) — −11,1 °C (абсолютный минимум — −48 °С), средняя максимальная температура воздуха (июля) — +23,3 °С (абсолютный максимум — +37 °С). Годовое количество атмосферных осадков составляет около 607 мм, из которых 413 мм выпадает в период с апреля по октябрь.

## История
В «Списке населенных мест Владимирской губернии по сведениям 1859 года» населённый пункт упомянут как владельческая деревня Вязниковского уезда, расположенная при вершине безымянного оврага, в 26 верстах от уездного города. В деревне насчитывалось 8 дворов и проживало 48 человек (22 мужчины и 26 женщин).
По состоянию на 1905 год, в Городке имелось 5 дворов и проживало 35 человек. В административном отношении деревня входила в состав Мстерской волости.
По данным 1926 года в деревне имелось 5 хозяйств и проживало 29 человек (13 мужчин и 16 женщин). Являлась частью Яблонского сельсовета.